# Transtorno afetivo sazonal
O transtorno afetivo sazonal (TAS) é um tipo de depressão que acontece no outono ou inverno e que provoca sintomas como tristeza, sono em excesso, aumento do apetite e dificuldade de concentração.
O tratamento inclui terapia de luz (fototerapia), psicoterapia e medicamentos. As pessoas afetadas pelo transtorno apresentam geralmente um quadro depressivo recorrente, isto é, que se repete anualmente neste período, mas podem também desenvolver o transtorno bipolar - transtorno de humor com oscilações de humor entre depressão e mania (euforia) - sendo que ocorrem restrições na capacidade geral da pessoa.